# Tsarahasina
Tsarahasina is een plaats en commune in het noorden van Madagaskar, behorend tot het district Boriziny, dat gelegen is in de regio Sofia. Tijdens een volkstelling in 2001 telde de plaats 13.600 inwoners.
De plaats biedt enkel lager onderwijs aan. 60 % van de bevolking werkt als landbouwer en 39 % houdt zich bezig met veeteelt. De belangrijkste landbouwproducten zijn rijst en katoen; andere belangrijke producten zijn tabak en cowpeas. Verder is 1% actief in de dienstensector.